# Metropolia Korhogo
Metropolia Korhogo – jedna z 4 metropolii kościoła rzymskokatolickiego w Wybrzeżu Kości Słoniowej. Została ustanowiona 19 grudnia 1994.

## Diecezje
- Archidiecezja Korhogo
  - Diecezja Katiola
  - Diecezja Odienné

## Metropolici
- Auguste Nobou (1994-2003)
- Marie-Daniel Dadiet (2004-2017)
- Ignace Bessi Dogbo (2021-2024)
- Armand Koné (od 2025)